# Prva makedonska fudbalska liga 2021-2022
La Prva makedonska fudbalska liga 2020-2021 è stata la 30ª edizione del massimo campionato di calcio macedone, iniziata l'8 agosto 2021 e terminata il 15 maggio 2022. Lo Škendija era la squadra campione in carica. Lo Shkupi si è laureato campione per la prima volta nella sua storia.

## Stagione

### Novità
Al termine della stagione 2020-2021, Sileks Kratovo, Vardar e Belasica, rispettivamente perdente spareggio e ultime due squadre classificate, sono retrocesse in Vtora Liga; da quest'ultima sono state promosse Bregalnica Štip, prima classificata nel gruppo Est, Skopje, prima classificata nel gruppo Ovest, e Tikveš Kavadarci, vincitrice dello spareggio.

### Regolamento
Le 12 squadre partecipanti si sfidano in un girone di andata-ritorno-andata per un totale di 33 giornate.

La squadra campione della Macedonia del Nord si qualifica per il primo turno di qualificazione della UEFA Champions League 2022-2023.

Le squadre classificate al secondo e al terzo posto si qualificano per il primo turno di qualificazione della UEFA Europa Conference League 2022-2023.

Le squadre classificate al decimo e all'undicesimo posto giocano uno spareggio promozione-retrocessione contro la seconda e la terza classificata della Vtora Liga.

Le ultime due squadre classificate retrocedono direttamente in Vtora Liga.

## Squadre partecipanti
| Squadra          | Città                  | Stadio                       | Stagione precedente                        |
| ---------------- | ---------------------- | ---------------------------- | ------------------------------------------ |
| Brera Strumica   | Strumica               | Stadio Blagoj Istatov        | 7º posto in Prva Liga                      |
| Borec            | Veles                  | Stadion Zoran Paunov         | 8º posto in Prva Liga                      |
| Bregalnica Štip  | Štip                   | Stadio Comunale              | 1º in Vtora Liga Est                       |
| Makedonija G.P.  | Skopje                 | Stadion Gjorche Petrov       | 4º posto in Prva Liga                      |
| Pelister         | Bitola                 | Stadio Tumbe Kafe            | 6º posto in Prva Liga                      |
| Rabotnički       | Skopje                 | Arena nazionale Toše Proeski | 5º posto in Prva Liga                      |
| Renova           | Džepčište              | Ecolog Arena                 | 10º posto in Prva Liga                     |
| Shkupi           | Čair, comune di Skopje | Stadio Chair                 | 2º posto in Prva Liga                      |
| Škendija         | Tetovo                 | Ecolog Arena                 | Campione di Macedonia del Nord             |
| Skopje           | Skopje                 | Stadio Železarnica           | 1º in Vtora Liga Ovest                     |
| Struga           | Struga                 | Stadio Gradska Plaža         | 3º posto in Prva Liga                      |
| Tikveš Kavadarci | Kavadarci              | Gradski Stadion Kavadarci    | 2º in Vtora Liga Est, vincitrice spareggio |

## Allenatori
| Club             | Allenatore          |
| ---------------- | ------------------- |
| Akademija Pandev | Jugoslav Trencovski |
| Borec            | Borche Hristov      |
| Bregalnica Štip  | Ilè Gjorgioski      |
| Makedonija G.P.  | Aleksandar Tanevski |
| Pelister         | Aleksandar Vlaho    |
| Rabotnički       | Aykhan Abbasov      |
| Renova           | Qatip Osmani        |
| Shkupi           | Goce Sedloski       |
| Škendija         | Bruno Akrapović     |
| Skopje           | Ljupčo Markovski    |
| Struga           | Srdjan Zaharievski  |
| Tikveš Kavadarci | Vlatko Kostov       |

## Classifica finale
|                               | Pos. | Squadra          | Pt | G  | V  | N  | P  | GF | GS | DR  |
| ----------------------------- | ---- | ---------------- | -- | -- | -- | -- | -- | -- | -- | --- |
| Macedonia del Nord (bandiera) | 1.   | Shkupi           | 76 | 33 | 23 | 7  | 3  | 66 | 21 | +45 |
|                               | 2.   | Brera Strumica   | 64 | 33 | 19 | 7  | 7  | 55 | 32 | +23 |
|                               | 3.   | Škendija         | 61 | 33 | 16 | 13 | 4  | 49 | 25 | +24 |
|                               | 4.   | Makedonija G.P.  | 57 | 33 | 17 | 6  | 10 | 46 | 44 | +2  |
|                               | 5.   | Renova           | 48 | 33 | 12 | 12 | 9  | 42 | 29 | +13 |
|                               | 6.   | Struga           | 47 | 33 | 12 | 11 | 10 | 33 | 33 | 0   |
|                               | 7.   | Bregalnica Štip  | 45 | 33 | 12 | 9  | 12 | 45 | 47 | -2  |
|                               | 8.   | Rabotnički       | 43 | 33 | 13 | 4  | 16 | 29 | 35 | -6  |
|                               | 9.   | Skopje           | 35 | 33 | 9  | 8  | 16 | 27 | 45 | -18 |
|                               | 10.  | Tikveš Kavadarci | 34 | 33 | 9  | 7  | 17 | 36 | 38 | -2  |
|                               | 11.  | Borec            | 21 | 33 | 5  | 6  | 22 | 25 | 66 | -41 |
|                               | 12.  | Pelister         | 14 | 33 | 2  | 8  | 23 | 16 | 54 | -38 |

      Campione della Macedonia del Nord e ammessa alla UEFA Champions League 2022-2023
      Ammesse alla UEFA Europa Conference League 2022-2023
 Ammesse allo spareggio promozione-retrocessione
      Retrocesse in Vtora Liga 2022-2023

## Risultati
|                  | AkP     | Bor     | Bre     | Mak     | Pel     | Rab     | Ren     | Shk     | Ške     | Sko     | Str     | Tik     |
| ---------------- | ------- | ------- | ------- | ------- | ------- | ------- | ------- | ------- | ------- | ------- | ------- | ------- |
| Akademija Pandev | ––––    | 5-0     | 0-0 2-1 | 4-1     | 1-0 2-0 | 2-0 2-1 | 2-1     | 1-3     | 2-1 4-2 | 5-0 1-2 | 1-1 1-0 | 3-2     |
| Borec            | 1-2 1-1 | ––––    | 1-1     | 1-1 0-1 | 2-1     | 0-1     | 1-4 1-5 | 0-3     | 0-3     | 0-2 1-0 | 0-1 2-0 | 2-1     |
| Bregalnica Štip  | 3-2     | 2-1 3-0 | ––––    | 4-1     | 2-1     | 1-2 0-3 | 1-2 2-2 | 0-0 4-1 | 3-3 0-0 | 2-1     | 1-0     | 2-0 1-0 |
| Makedonija G.P.  | 4-1 1-0 | 3-2     | 2-1 1-1 | ––––    | 1-0 2-0 | 0-2 1-0 | 1-1     | 2-1     | 1-2     | 5-1 1-1 | 1-1 1-3 | 1-0     |
| Pelister         | 0-0     | 1-3 2-1 | 0-3 2-0 | 0-2     | ––––    | 0-2     | 1-1     | 0-2 0-1 | 2-2 0-2 | 0-0     | 0-1     | 0-0 1-1 |
| Rabotnički       | 0-3     | 1-0 2-1 | 2-0     | 1-2     | 1-1 2-1 | ––––    | 0-0     | 0-1     | 2-1     | 0-1     | 0-0 1-3 | 2-1 1-0 |
| Renova           | 1-2 0-1 | 2-0     | 5-2     | 0-1     | 2-0 0-0 | 1-1 2-1 | ––––    | 0-0     | 0-1     | 1-1 2-0 | 1-0 1-1 | 1-1     |
| Shkupi           | 2-1 3-0 | 3-0 3-1 | 5-0     | 2-0 1-1 | 5-0     | 2-0     | 2-1 2-0 | ––––    | 1-1     | 4-1     | 4-0     | 3-2 1-0 |
| Škendija         | 0-0     | 3-0 0-0 | 1-0     | 4-0 3-1 | 2-1     | 2-0 1-0 | 1-2 1-1 | 0-0     | ––––    | 1-0     | 3-1     | 1-1 2-1 |
| Skopje           | 0-0     | 1-1     | 0-0 4-1 | 1-2     | 1-0 4-2 | 0-1     | 0-0     | 1-3 0-0 | 0-2     | ––––    | 1-0     | 2-1 1-2 |
| Struga           | 0-0     | 1-1     | 1-1 1-0 | 1-3     | 1-0 4-0 | 1-0     | 1-0     | 4-2 1-3 | 1-1     | 1-0     | ––––    | 0-0     |
| Tikveš Kavadarci | 0-2 1-2 | 2-1 5-0 | 1-3     | 3-0 2-1 | 1-0     | 2-0     | 0-2 0-1 | 0-1     | 0-0     | 3-0     | 1-1 2-0 | ––––    |

## Spareggio promozione/retrocessione
|                  | Risultati |             | Luogo e data             |
| ---------------- | --------- | ----------- | ------------------------ |
| Tikveš Kavadarci | 4 - 1     | Voska Sport | Strumica, 22 maggio 2022 |
| Skopje           | 2 - 1     | Belasica    | Štip, 22 maggio 2022     |

## Statistiche

### Individuali

#### Classifica marcatori
| Gol |  |  | Giocatore               | Squadra          |
| --- |  |  | ----------------------- | ---------------- |
| 20  |  |  | Sunday Adetunji         | Shkupi           |
| 16  |  |  | Martin Mirchevski       | Akademija Pandev |
| 15  |  |  | Remzifaik Selmani       | Renova           |
| 11  |  |  | Ermedin Adem            | Makedonija G.P.  |
| 10  |  |  | Marijan Altiparmakovski | Bregalnica Štip  |
| 10  |  |  | Sindrit Guri            | Škendija         |
| 10  |  |  | Ljupčo Doriev           | Škendija         |
| 9   |  |  | Milan Đokić             | Bregalnica Štip  |
| 9   |  |  | Martin Stojanov         | Bregalnica Štip  |
| 8   |  |  | Freddy Álvarez          | Shkupi           |
| 8   |  |  | Anael Barga             | Tikveš Kavadarci |
| 8   |  |  | Nemanja Bosančić        | Struga           |
| 8   |  |  | Sefer Emini             | Makedonija G.P.  |
| 8   |  |  | Arbi Vosha              | Makedonija G.P.  |